# Samidare - Lucifer & Biscuit Hammer

Logo della serie

Samidare - Lucifer & Biscuit Hammer (惑星のさみだれ?, Hoshi no Samidare) è un manga scritto e disegnato da Satoshi Mizukami. È stato serializzato sulla rivista Young King OURs di Shōnen Gahōsha da aprile 2005 ad agosto 2010. La serie è stata poi raccolta in 10 volumi tankōbon. Un'edizione italiana è stata pubblicata dalla casa editrice Flashbook. Un adattamento animato è previsto per l'estate 2022.

## Trama
Yuuhi Amamiya è un giovane studente universitario scansafatiche e nichilista che un giorno si ritrova un lucertolone dentro casa sua. Il lucertolone si presenterà come Noi Crezant e spiega ad Amamiya che lui è il Cavaliere (della) Lucertola e il loro compito è quello di riunirsi agli altri Cavalieri e alla Principessa per salvare il mondo dalla minaccia di Animus e del martello gigante che fluttua in cielo chiamato Biscuit Hammer (letteralmente dall'inglese "Martello Biscotto"). Sebbene Yuuhi inizialmente non sia interessato a farsi coinvolgere e cerchi inutilmente di liberarsi della lucertola, si rende conto di essere ormai coinvolto nella faccenda e cambia idea quando incontra la principessa, Samidare Asahina, che gli confida la sua intenzione di sconfiggere Animus e salvare il mondo in modo che possa poi distruggerlo lei stessa. Qui nasce il rapporto tra i due e l'inizio della battaglia.